# Maicel Malone-Wallace
Maicel Malone-Wallace (ur. 12 czerwca 1969 w Indianapolis) – amerykańska lekkoatletka specjalizująca się w długich biegach sprinterskich, uczestniczka letnich igrzysk olimpijskich w Atlancie (1996), złota medalistka olimpijska w biegu sztafetowym 4 x 400 metrów.

## Sukcesy sportowe
- trzykrotna mistrzyni Stanów Zjednoczonych w biegu na 400 metrów – 1990, 1996, 1999[1]
- dwukrotna halowa mistrzyni Stanów Zjednoczonych w biegu na 400 metrów – 1994, 1996[2]

| Rok  | Miasto          | Zawody                            | Konkurencja                                    | Wynik                     |
| ---- | --------------- | --------------------------------- | ---------------------------------------------- | ------------------------- |
| 1986 | Winter Park     | Igrzyska panamerykańskie juniorów | sztafeta 4 x 100 m bieg na 100 m bieg na 200 m | złoty medal srebrny medal |
| 1986 | Ateny           | Mistrzostwa świata juniorów       | sztafeta 4 x 400 m bieg na 400 m               | złoty medal brązowy medal |
| 1988 | Greater Sudbury | Mistrzostwa świata juniorów       | bieg na 400 m                                  | srebrny medal             |
| 1990 | Seattle         | Igrzyska Dobrej Woli              | sztafeta 4 x 400 m bieg na 400 m               | srebrny medal 4. miejsce  |
| 1991 | Hawana          | Igrzyska panamerykańskie          | sztafeta 4 x 400 m                             | złoty medal               |
| 1991 | Sheffield       | Uniwersjada                       | sztafeta 4 x 400 m bieg na 400 m               | złoty medal               |
| 1993 | Buffalo         | Uniwersjada                       | sztafeta 4 x 400 m                             | złoty medal               |
| 1993 | Stuttgart       | Mistrzostwa świata                | sztafeta 4 x 400 m                             | złoty medal               |
| 1994 | Petersburg      | Igrzyska Dobrej Woli              | sztafeta 4 x 400 m bieg na 400 m               | złoty medal srebrny medal |
| 1995 | Göteborg        | Mistrzostwa świata                | bieg na 400 m                                  | 7. miejsce                |
| 1996 | Atlanta         | Igrzyska olimpijskie              | sztafeta 4 x 400 m                             | złoty medal               |
| 1997 | Ateny           | Mistrzostwa świata                | sztafeta 4 x 400 m                             | srebrny medal             |
| 1999 | Sewilla         | Mistrzostwa świata                | sztafeta 4 x 400 m                             | srebrny medal             |

## Rekordy życiowe
- bieg na 100 metrów – 11,55 – Arnhem 10/07/1999
- bieg na 200 metrów – 22,80 – Indianapolis 22/07/1989
- bieg na 200 metrów (hala) – 24,00 – Boston 31/01/1997
- bieg na 400 metrów – 50,05 – Lozanna 06/07/1994
- bieg na 400 metrów (hala) – 51,05 – Indianapolis 09/03/1991
- bieg na 800 metrów – 2:07,58 – Tempe 11/04/1998